# Iván
Iván ist ein männlicher Vorname, der von Johannes dem Täufer abgeleitet ist.

## Herkunft und Bedeutung
→ Hauptartikel: Johannes
Iván ist einerseits die spanische Form des Vornamens Ivan (siehe auch Santibáñez), andererseits kommt der Vorname Iván – in anderer Aussprache – auch in Ungarn vor.

## Namensträger

### Spanischer Vorname
- Iván Alonso (* 1979), uruguayischer Fußballspieler
- Iván Bolado (* 1989), spanisch-äquatorialguineischer Fußballspieler
- Iván Campo (* 1974), spanischer Fußballspieler
- Iván Carril Regueiro (* 1985), spanischer Fußballspieler
- Iván Córdoba (* 1976), kolumbianischer Fußballspieler
- Iván Domínguez (* 1976), kubanischer Radrennfahrer
- Iván Freitez-Rosales, venezolanischer Pokerspieler
- Iván Fundora (* 1976), kubanischer Ringer
- Iván García (* 1972), kubanischer Sprinter
- Iván García (Sänger), venezolanischer Opern- und Konzertsänger
- Iván García (Wasserspringer) (* 1993), mexikanischer Wasserspringer
- José Iván Gutiérrez (* 1978), spanischer Radrennfahrer
- Iván Helguera (* 1975), spanischer Fußballspieler
- Iván Heyn (1977–2011), argentinischer Politiker
- Iván Hurtado (* 1974), ecuadorianischer Fußballspieler
- Iván Joy (* 1975), puerto-ricanischer Musiker und Produzent
- Iván Kaviedes (* 1977), ecuadorianischer Fußballspieler
- Iván Lucá (* 1992), argentinischer Pokerspieler
- Iván Navarro (* 1981), spanischer Tennisspieler
- Iván Fund (* 1984), argentinischer Filmemacher
- Iván Nova (* 1987), dominikanischer Baseballspieler
- Mauro Iván Óbolo (* 1981), argentinischer Fußballspieler
- Iván Ortolá (* 2004), spanischer Motorradrennfahrer
- Iván Pailós (* 1981), uruguayischer Fußballspieler
- Iván Parra (* 1975), kolumbianischer Radrennfahrer
- Iván Pedroso (* 1972), kubanischer Weitspringer
- Iván de la Peña (* 1976), spanischer Fußballspieler
- Iván Ramis (* 1984), spanischer Fußballspieler
- Iván Raña (* 1979), spanischer Triathlet
- Iván Rodríguez (Leichtathlet) (1937–2022), puerto-ricanischer Sprinter
- Iván Rodríguez (Baseballspieler) (* 1971), puerto-ricanischer Baseballspieler
- Iván Silva (Fußballspieler) (* 1993), uruguayischer Fußballspieler
- Iván Vallejo (* 1959), ecuadorianischer Bergsteiger
- Iván Zamorano (* 1967), chilenischer Fußballspieler

### Ungarischer Vorname
- Iván Darvas (1925–2007), ungarischer Schauspieler und Parlamentsabgeordneter
- Iván Eröd (1936–2019), ungarisch-österreichischer Komponist
- Iván Faragó (1946–2022), ungarischer Schachspieler
- Iván Fischer (* 1951), ungarischer Dirigent
- Iván Köves (1926–2015), ungarischer Fotograf, Autor und Kunstwissenschafter
- Iván Petrovich (1894–1962), serbischstämmiger Schauspieler